# Heraldiska Sällskapet i Finland
Heraldiska Sällskapet i Finland (finska: Suomen Heraldinen Seura), är ett finländskt heraldiskt sällskap.
Sällskapet, som grundades 1957, vårdar sig om vapenkonsten och den heraldiska forskningen och sammanför konstnärer och forskare samt övriga av heraldik intresserade personer.